# 단경주

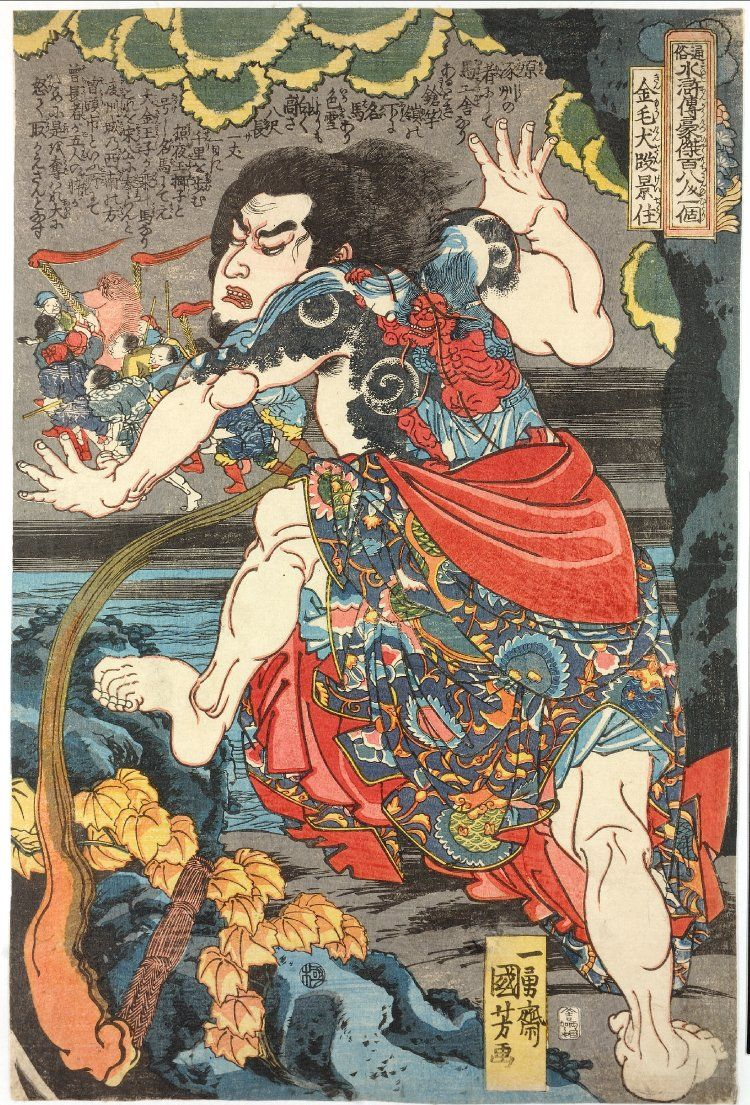

단경주(段景住)는 중국의 사대기서(四大奇書) 중 하나인 《수호전》(水滸傳)에 등장하는 인물로, 108성 중 108위이자 지살성(地煞星)의 지구성(地狗星)에 해당한다. 마르고 큰 남자로 붉은 머리와 노란 수염을 가졌기 때문에 금모견(金毛見)이라는 별호를 가졌다. 금나라 왕자의 명마를 훔치고 이를 선물로 양산박에 들어가려다가 증두시의 증가 형제에게 강탈당한다. 이를 계기로 양산박과 증두시의 싸움이 벌어져 조개가 전사하는 결과를 낳았다. 말솜씨가 뛰어나지만 무술 실력은 뛰어나지 않아서 말을 조달할 때마다 강탈당하고 말았다. 양산박에서는 최하위 석차에 들어가 보병군의 전령을 관장하는 두령이 된다.

## 생애
등장은 60회. 탁주 출신으로 금나라와의 국경에서 말도둑질을 하고 있었다. '조야옥사자'라 불리는 금나라 왕자의 애마를 훔쳐 양산박에 들어가기 위한 선물로 삼기 위해 양산박으로 가던 중 능주의 증두시에서 증가 오호에게 말을 빼앗긴다. 양산박에 가서 송강에게 이를 고하여 증두시와의 전쟁을 발발시켰다. 조개가 사문공의 화살에 맞아 전사하자 송강의 명으로 양림, 석용과 함께 말을 사러 북쪽으로 향한다. 200마리의 말을 조달했는데 욱보사에게 빼앗기고 출병하고 있던 임충의 진중으로 뛰어들어 보고했다.
방랍토벌 도중 오용의 명으로 후건과 함께 장횡, 완소칠이 이끄는 수군에서 싸운다. 도중 큰 바람에 배가 부서져 물속에 빠지지만 수영을 할 수 없었기 때문에 익사했다.